# 1299 en santé et médecine
| Années de la santé et de la médecine : 1296 - 1297 - 1298 - 1299 - 1300 - 1301 - 1302    |
| Décennies de la santé et de la médecine : 1260 - 1270 - 1280 - 1290 - 1300 - 1310 - 1320 |

Cet article présente les faits marquants de l'année 1299 en santé et médecine.

## Événements

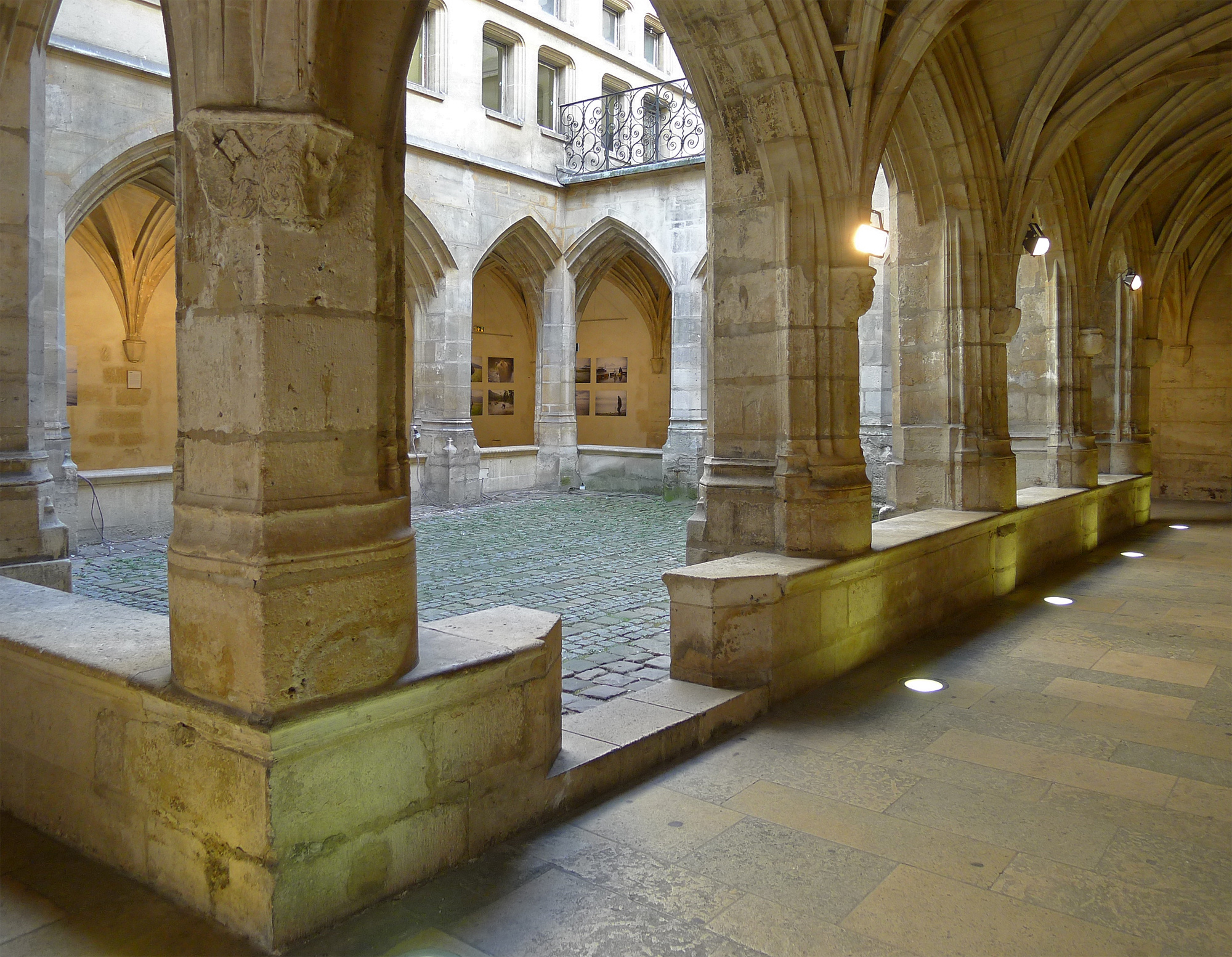
Le cloître des Billettes

- Décembre : dénoncé pour certaines propositions de son De adventu Antichristi (« De la venue de l'Antéchrist »), le médecin et théologien catalan Arnaud de Villeneuve est emprisonné par l'official de Paris[1].
- Selon la « Lettre sur l'invention des lunettes » (Lettera intorno all'invezione degli occhiali[2]) du médecin toscan Francesco Redi (1626-1697), première mention[3] — mais dans un document dont l'existence n'est pas démontrée — des lunettes de vue, très probablement inventées vers 1286 par un artisan de Pise[4].
- À cause du surpeuplement, de la famine et du manque de soins, grave épidémie à Lodi, ville refuge émergeant seule du lac Gerundo gonflé par le débordement de l'Adda, du Serio et de l'Oglio, dans les plaines qui s'étendent de  Cavenago et Ceretto à Chieve et Rivolta[5].
- Ajoutant à un don de Reinier Flaming, bourgeois de Paris, le roi Philippe le Bel fonde un hôpital qu'il donne en charge aux frères et aux sœurs séculiers de la  Charité de Notre-Dame, qui laisseront leur surnom au cloître et à l'église des « Billettes », situés à l'emplacement actuel du 22 de la rue des Archives[6].
- Un hospice est mentionné à Noyers, en Bourgogne, établissement alors gouverné par Roger de Chassignelles et dont, en 1913, « l'église du prieuré avec la chapelle Notre-Dame [seront] les derniers témoins[7] ».
- Une léproserie est mentionnée à Mailloles, près Perpignan, dans le comté de Roussillon[8].
- 1299-1300 : le pape Boniface VIII fulmine la bulle Detestande feritatis par laquelle, en rétablissant le droit de disséquer le corps humain, il le réserve aux médecins de Rome et de Bologne et condamne, non pas la dissection ou l'autopsie, mais la pratique qui consiste à démembrer les cadavres et à en séparer les os et les chairs par ébullition pour en faciliter le transport vers le lieu d'inhumation[9],[10].

## Naissance
- Vers 1299 : Michel de Brêche (mort en 1366), maître en médecine et docteur en théologie de l'université de Paris, médecin et aumônier du roi Jean II le Bon, et évêque du Mans[11],[12].

## Décès
- Entre 1296 et 1299 : Aldebrandin de Sienne (né à une date inconnue), médecin italien, auteur, en français, en 1256, du Régime du corps, premier traité de diététique rédigé en langue vulgaire[13],[14].